# Weener
Weener là một town ở huyện Leer, bang Niedersachsen, Đức. Đô thị này có diện tích km². Đô thị này nằm gần biên giới với Hà Lan, bên sông Ems, cự ly khoảng 10 km về phía tây nam của Leer, và 25 km về phía đông nam của Emden. 
Các khu vực dân cư
- Weener
- Kirchborgum
- Diele
- Vellage/ Halte
- Stapelmoor
- Holthusen
- Weenermoor/ Möhlenwarf
- St. Georgiwold
- Beschotenweg

Các đô thị giáp ranh:
ở huyện Leer:
- Bunde
- Leer
- Jemgum
- Westoverledingen

ở huyện Emsland:
- Papenburg
- Rhede

## Kết nghĩa
- Eurajoki thuộc Phần Lan
- Les Pieux thuộc Pháp